# 1998 WW19
1998 WW19 är en asteroid i huvudbältet som upptäcktes den 27 november 1998 av den australiensiske astronomen Frank B. Zoltowski i Woomera.
Asteroiden har en diameter på ungefär 16 kilometer.